# Austin A40
Austin A40 war der Name verschiedener Pkw-Modellreihen der unteren Mittelklasse, die die Austin Motor Company zwischen 1947 und 1968 fertigte. Von 1953 bis 1954 wurde der Austin A40 Somerset in CKD-Bauweise von Nissan als Nissan A40 in Japan angeboten.

## Austin A40 Dorset / Devon / Countryman (1947–1952)
Der Austin A40 Dorset war die erste Neukonstruktion nach dem Zweiten Weltkrieg und stellte den Nachfolger für die Modelle 8 und 10 dar. Er besaß wie die Vorkriegsfahrzeuge einen separaten Rahmen und einen 4-Zylinder-Reihenmotor mit 1200 cm³, der 40 bhp (29 kW) an die Hinterräder abgab. Damit erreichte das Fahrzeug 114 km/h. Noch im Jahr des Erscheinens wurde der zweitürige Dorset durch den Austin A40 Devon abgelöst, der über einen leicht veränderten Aufbau mit vier Türen bei gleicher Mechanik verfügte.
Vom Devon gab es einen dreitürigen Kombi namens Austin A40 Countryman.

## Austin A40 Sports (1950–1953)
1950 kam der Austin A40 Sports, ein zweitüriger Sporttourer, dazu. Sein Motor leistete 46 bhp (34 kW) und beschleunigte das zweisitzige Cabriolet auf 127 km/h. Die Karosserie wurde beim Sportwagenbauer Jensen aus Aluminium gefertigt. Das Design orientierte sich am ebenfalls 1950 präsentierten Jensen Interceptor. Nach drei Jahren wurde dieses Modell wieder eingestellt; hier gab es zwei Varianten, die im Zuge der Einführung des Somerset entstanden – die Schaltung wanderte hier vom Tunnel zur Lenksäule.

## Austin A40 Somerset (1952–1954)
Im Jahr 1952 kam der Nachfolger des Devon heraus: Der Austin A40 Somerset hatte eine modernere Karosserie und war als viertüriger Saloon (Limousine) und als zweitüriges Cabriolet verfügbar.
Der geringfügig leistungsgesteigerte Motor entwickelte 42 bhp (31 kW), weiterhin wurde die Handbremse verlegt und als „Umbrella“ unter die Lenksäule gesetzt, die Schaltung wurde vom Mitteltunnel an die Lenksäule verlegt.

## Austin A40 Cambridge (1954–1957)
Bereits zwei Jahre später, 1954, hieß das neue Modell Austin A40 Cambridge. Bei gleicher Mechanik und gleichen Fahrleistungen verfügte der neue Wagen über eine modische Pontonkarosserie. Mit der gleichen Karosserie, aber einem größeren Motor mit 1500 cm³ Hubraum, gab es auch noch den Austin A50. Der größere Motor harmonierte besser mit dem Cambridge, der A 40 war demgegenüber untermotorisiert.
1957 wurde die Baureihe ohne einen direkten Nachfolger eingestellt.

## Austin A40 Farina I (1958–1961)
Im Jahre 1958 erschien der Austin A40 Farina, der mit seinen Namensvettern wenig gemein hat. Die von Pininfarina in Italien entworfene 2-türige Limousine mit Fließheck und selbsttragender Karosserie war der Nachfolger des Austin A35, von dem er auch die Mechanik übernommen hatte: ein 4-Zylinder-Reihenmotor mit 948 cm³ und 34 bhp (25 kW). Der Wagen, der auch als dreitüriger Kombi namens Countryman verfügbar war, erreichte eine Höchstgeschwindigkeit von 115 km/h. Konstruktiv wurde das Fahrzeug von der Fachpresse unter anderem wegen der guten Getriebeabstufung und fortschrittlichen Formgebung als gelungen gelobt.
Von 1960 bis 1967 wurden 67.706 A40 in Lizenz vom italienischen Hersteller Innocenti in Mailand produziert.

## Austin A40 Farina II (1961–1968)
1961 stiegen die Motorleistung auf 37 bhp (27 kW) und die Höchstgeschwindigkeit auf 120 km/h. Der Radstand wurde um 3 ½″ auf 2210 mm vergrößert.
Ab 1962 wurde ein größerer Motor (1098 cm³, 48 bhp / 35 kW) angeboten, der dem Auto zu 125 km/h verhalf. Als auch dieses Modell 1968 eingestellt wurde, war sein Nachfolger Austin 1100 bereits etabliert.